# کیفر ساترلند
کیفر ساترلند (به انگلیسی: Kiefer Suterland) (زاده ۲۱ دسامبر ۱۹۶۶) بازیگر، تهیه‌کننده، کارگردان و خواننده کانادایی-بریتانیایی است. او به خاطر بازی در نقش جک باور در سریال ۲۴ مشهور شده است. به خاطر ایفای نقش در این سریال، یک جایزه گلدن گلوب، یک جایزه امی و دو جایزه انجمن بازیگران تلویزیونی را برده است. او فرزند دو بازیگر مشهور کانادایی دونالد ساترلند و شرلی داگلاس است.

## اوایل دوران زندگی
ساترلند در ۲۱ دسامبر ۱۹۶۶ در لندن زاده شد. پدر او دونالد ساترلند و مادرش شرلی داگلاس هر دو از بازیگران مطرح کانادایی هستند. او نوهٔ سیاستمدار مشهور تامی داگلاس است. او و خواهر دوقلویش در بیمارستان سنت ماری در لندن زاده شدند؛ زیرا در آن زمان پدر و مادرش در لندن کار می‌کردند. به همین دلیل او به اضافهٔ کانادا، شهروند بریتانیا نیز محسوب می‌شود. او اسمش را از وارن کیفر، کارگردانِ اولین فیلم پدرش گرفته است.
زمانی که ساترلند چهار ساله بود، پدر و مادرش از هم جدا شدند. بعد از جدایی، کیفر و مادرش از لس‌آنجلس به تورنتو رفتند. او دوران دبیرستان و کالج را در کانادا گذراند. ساترلند بازیگری را از سن ۹ سالگی در مدرسه آغاز کرد. نخستین حضورش در سینما، بازی در فیلم مکس دوگان بازمی‌گردد، بود. او در ۱۷ سالگی و به همراه پدرش در این فیلم بازی کرد.

## حرفه

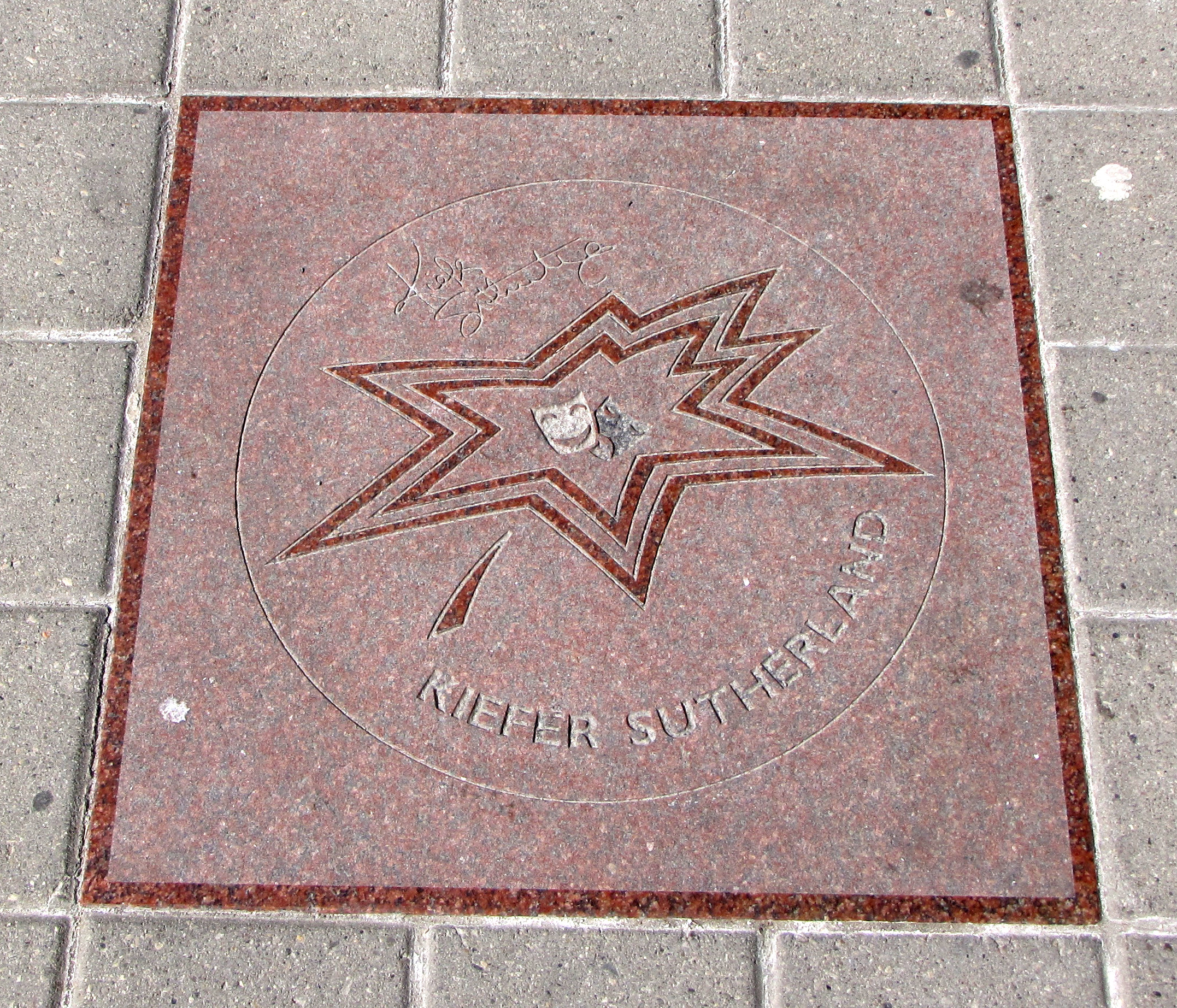
نام کیفر ساترلند در پیاده‌روی شهرت تورنتو

کنار من بایست اولین فیلمی بود که ساترلند در ایالات متحده بازی کرد. او در این فیلم در نقش یکی از پسرانی بازی می‌کرد که به صورت کارآگاهانه به دنبال جسدی می‌گشتند. تا سال ۲۰۰۸ ساترلند در بیش از ۷۰ فیلم بازی کرد که از مهم‌ترین آن‌ها می‌توان به پسران گم‌شده، توئین پیکس: با من بر آتش برو، چند مرد خوب، فلت‌لاینرز، محو، سه تفنگدار، چشم برای چشم، شهر تاریک، پایانی برای همه جنگ‌ها، زمانی برای کشتن، نگهبان و آینه‌ها اشاره کرد.

در سال ۲۰۰۵ نام ساترلند به پیاده‌روی شهرت تورنتو اضافه شد، جایی که نام والدین وی نیز در آن‌جا دیده می‌شود. ساترلند و پدرش، اولین پدر و فرزندی بودند که هر دو در برنامه گفتگوی تلویزیونی در کنار استودیوی بازیگران حاضر شدند.
تصویر ساترلند در سال ۲۰۰۶ بر روی جلد مجله رولینگ استون قرار گرفت، همراه با مقاله‌ای به نام «تنها در تاریکی با کیفر ساترلند». این مقاله با توضیحاتی در مورد علاقهٔ ساترلند به کشته شدن در سریال ۲۴ شروع می‌شود. بعداً او خودش اعلام کرد: «اشتباه نکنید! من کاری را که انجام می‌دهم را دوست دارم». هم‌چنین اذعان کرد که در سال ۱۰ ماه روی سریال ۲۴ کار می‌کند.

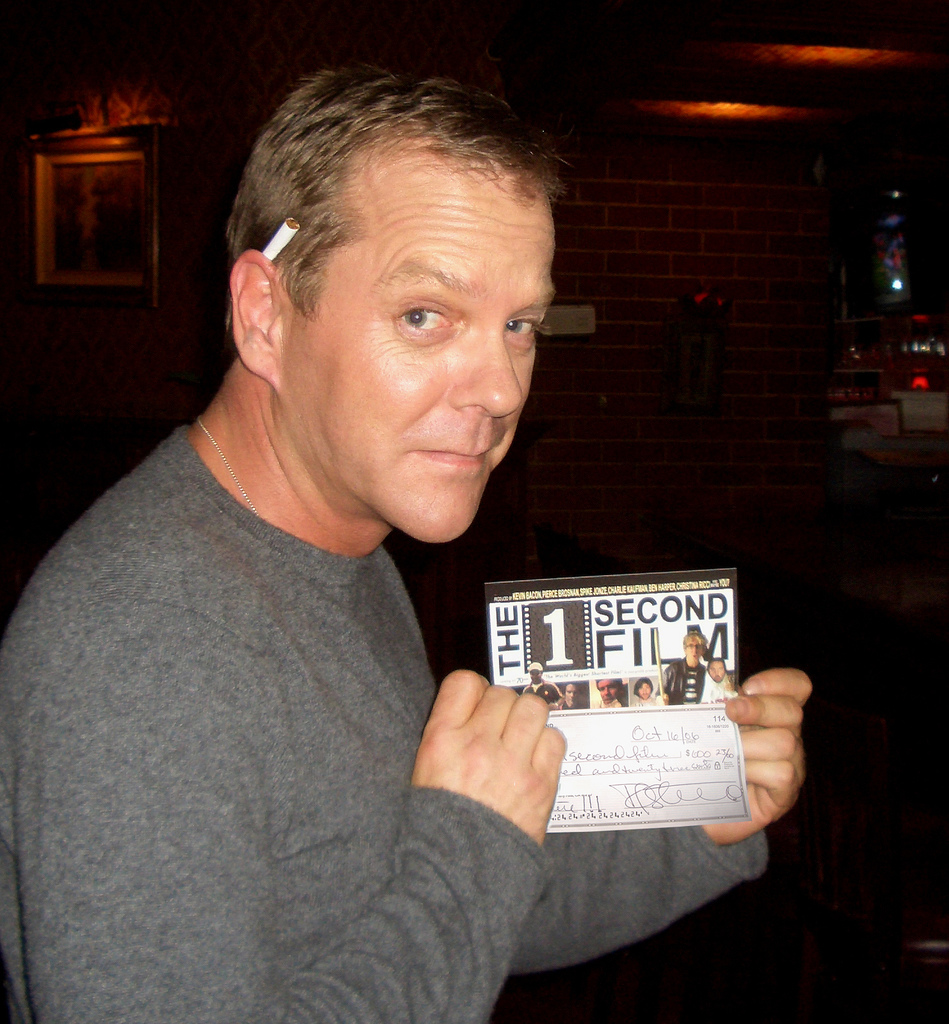
پوستر فیلم یک ثانیه‌ای و چک این فیلم در دستان کیفر ساترلند

ساترلند به کار صداپیشگی نیز می‌پردازد. او تاکنون در بسیاری از فیلم‌ها گوینده بوده و در برخی بازی‌ها و انیمیشن‌ها از جمله بازی ندای وظیفه: جهان در جنگ و انیمیشن هیولاها علیه بیگانگان به صداپیشگی پرداخته است. هم‌چنین وی تاکنون در چندین تبلیغ تلویزیونی ایفای نقش کرده است. او معروف‌ترین تهیه‌کننده فیلم یک ثانیه‌ای است که در مورد هنرمندان ساخته شده است.

در سال ۲۰۰۹ نام او به پیاده‌روی شهرت هالیوود اضافه شد.

### ۲۴

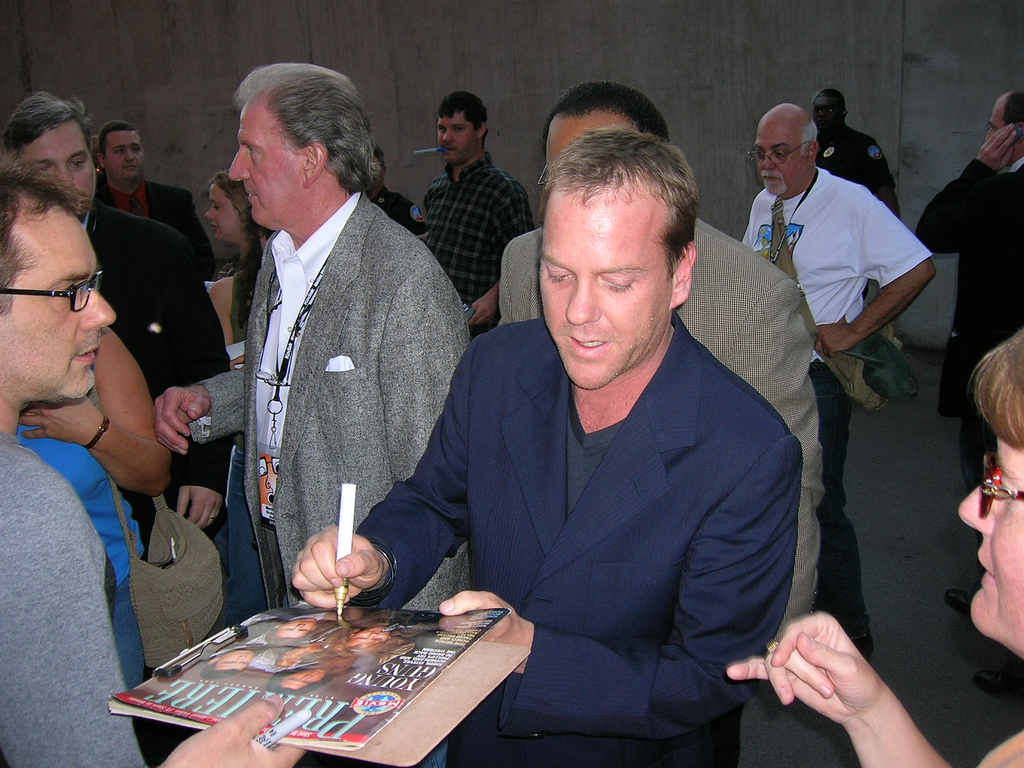
ساترلند در حال امضا دادن به هوادارانش در کنفرانس گرین هیل

از سال ۲۰۰۱ ساترلند با ایفای نقش جک باور در سریال ۲۴ تحسین همگان را برانگیخت. او چهار بار نامزد دریافت جایزه بهترین بازیگر درام مرد شد که نهایتاً در سال ۲۰۰۶ به خاطر بازی در فصل پنجم سریال ۲۴ این جایزه را به‌دست‌آورد. پدر او نیز در سال ۱۹۹۶ به خاطر بازی در سریال سیتیزن ایکس برندهٔ این جایزه شده بود. هم‌چنین او در سال ۲۰۰۷ نامزد دریافت جایزه بهترین بازیگر درام مرد به خاطر بازی در سریال ۲۴ از جشنواره گلدن گلوب شد. مبلغ قرارداد وی برای بازی در سه فصل از این سریال ۴۰ میلیون دلار اعلام شده است که وی را به گران‌ترین بازیگر تلویزیونی تبدیل می‌کند. البته او خودش تأکید می‌کند که بازی در این سریال برای او صرفاً یک سرگرمی است. در فوریه ۲۰۰۷ سرتیپ پاتریک فاینگان، رئیس آکادمی نظامی وست‌پوینت از پشت صحنهٔ این سریال دیدن کرد تا به سازندگان آن هشدار دهد که از سکانس‌های شکنجه بکاهند و هم‌چنین ساترلند دعوت ارتش ایالات متحده آمریکا را قبول کرد تا به دانشجویان دانشکده افسری بگوید شکنجهٔ زندانیان کار درستی نیست.

در مصاحبه‌ای با مجلهٔ اوکی!، هاوارد گوردون اعلام کرد که کشتن شخصیت جک باور «فقدانی غیرقابل تحمل» خواهد بود.

در ۲۴ مارس ۲۰۰۹ ساترلند در مصاحبه‌ای با آسوشیتد پرس گفت که او با فصل هشتم سریال ۲۴ بازخواهد گشت.

در ۱۴ فوریه ۲۰۱۰ شبکه رسانه‌ای فاکس اعلام کرد که به علت ترکیدن کیست در کلیهٔ ساترلند فیلم‌برداری و پخش این سریال به تعویق می‌افتد و او در ۱ مارس به سریال بازخواهد گشت.

چندین اپیزود از این سریال با توجه به جراحت ساترلند بازنویسی شد. چنان‌چه در می‌بینیم در فصل هشتم این سریال، شخصیت جک باور دو بار از ناحیه پهلو مورد اصابت چاقو قرار می‌گیرد.

## زندگی شخصی

### خانواده و روابط
ساترلند از ازدواج اول خود با کاملیا کث یک دختر دارد که در ۱۸ فوریه ۱۹۸۸ زاده شده است.
جولیا رابرتز با ساترلند در سال ۱۹۹۰ ملاقات کرد. در ماه اوت همان سال آن‌ها نامزدی خود را اعلام کردند. ولی رابرتز سه روز قبل از مراسم عروسی، از رابطهٔ کیفر با یک رقاص مطلع شد و عروسی را به‌هم زد.

در ۲۹ ژوئن ۱۹۹۶ او با کلی وین ازدواج کرد. آن‌ها در سال ۱۹۹۹ از هم جدا شدند و در سال ۲۰۰۴ فرم طلاق را پر کردند. طلاق آن‌ها در سال ۲۰۰۸ نهایی شد. او از این ازدواج دو فرزند خوانده پسر به نام‌های جولیان و تیموتی دارد.

ساترلند هم‌اکنون با سیوبهان بانوریر مدل و طراح لباس مجله آلوره رابطه دارد.

### سرگرمی‌ها
ساترلند به گیتار علاقه‌مند است و مجموعه گیتار جمع‌آوری می‌کند. بیشتر این گیتارها از نوع گیبسون لس پال هستند. جدیداً فروشگاه گیبسون گیتارهایی با امضای ساترلند به فروش می‌رساند.

او در ورزش به فوتبال آمریکایی علاقهٔ بسیاری دارد. او پنجاه‌وششمین سالروز تولد پیت کارول مربی فوتبال آمریکایی را با فرستادن پیامک تبریک گفت. هم‌چنین در یک شرط‌بندی که روی بازی تیم‌های نیو انگلند پتریوتس و بالتیمور ریونز انجام داد، شرط را باخت و مجبور شد با لباس زنانه در برنامه گفتگوی دیوید لترمن حاضر شود.

هم‌چنین وی نقاش نیز هست. یکی از نقاشی‌های او بر روی جلد یک کتاب که در مورد موسیقی راک است، درج شده است.

### قانون‌شکنی
ساترلند در ۲۵ سپتامبر ۲۰۰۷ به علت رانندگی با حالت مست دستگیر شد. این اتفاق در سال ۲۰۰۴ نیز برای او رخ داده بود. الکل خون وی بالاتر از حد مجاز تشخیص داده شد و وی محکوم به پرداخت ۲۵٫۰۰۰ دلار شد. هم‌چنین او محکوم به ۴۸ روز حبس شد و اعتصاب نویسندگان آمریکایی در سال ۲۰۰۸ و تعطیل شدن فیلم‌برداری سریال ۲۴ به او اجازه داد تا این دوره محکومیتش را بگذراند.

در ۷ مه ۲۰۰۹ ساترلند به علت درگیری و کله زدن به جک مک‌کالوگ و پرونزا شولر دو طراح داخلی، توسط پلیس نیویورک دستگیر شد. بعداً ساترلند عذرخواهی کرد و پلیس نیز اتهامات را از او برداشت.

### تجارت
ساترلند به همراه دوست و همراه همیشگی‌اش جود کول، صاحب یک استودیوی ضبط آهنگ به نام کارهای آهنی (به انگلیسی: Ironworks) هستند.

در سال ۲۰۱۰ اعلام شد که ساترلند قربانی یک کلاهبرداری شده است. کلاهبردار، شخصی به نام مایکل وین کر بود و ۸۶۹٫۰۰۰ دلار از این ستارهٔ ۲۴ برده بود.

## فیلم‌شناسی

### بازیگری
| سال       | عنوان فیلم                          | نقش                        | توضیحات                                                               |
| --------- | ----------------------------------- | -------------------------- | --------------------------------------------------------------------- |
| ۱۹۸۳      | مکس دوگان بازمی‌گردد                 | بیل                        | با پدرش دونالد ساترلند در این فیلم بازی کرد                           |
| ۱۹۸۴      | پسر خلیج                            | دونالد کمپبل               |                                                                       |
| ۱۹۸۵      | داستان‌های شگفت‌انگیز                 | ایستا                      | مجموعه تلویزیونی                                                      |
| ۱۹۸۶      | برادری عدالت                        | ویکتور                     |                                                                       |
| ۱۹۸۶      | به دام افتاده در سکوت               | کوین ریچتر                 | فیلم تلویزیونی                                                        |
| ۱۹۸۶      | کنار من بمان                        | ایس مریل                   |                                                                       |
| ۱۹۸۶      | در محدوده نزدیک                     | تیم                        |                                                                       |
| ۱۹۸۷      | ماه دیوانه                          | بروکس                      |                                                                       |
| ۱۹۸۷      | سرزمین موعود                        | دنی                        |                                                                       |
| ۱۹۸۷      | پسران گمشده                         | دیوید                      |                                                                       |
| ۱۹۸۷      | زمان کشتن                           | غریبه                      |                                                                       |
| ۱۹۸۸      | نورانی، شهر روشن                    | تاد آلاگاش                 |                                                                       |
| ۱۹۸۸      | اسلحه‌های جوان                       | داک اسکارلوک               |                                                                       |
| ۱۹۸۸      | ۱۹۶۹                                | اسکات دنی                  |                                                                       |
| ۱۹۸۹      | خائنین                              | باستر مک‌هنری               |                                                                       |
| ۱۹۹۰      | اسلحه‌های جوان ۲                     | داک اسکارلوک               |                                                                       |
| ۱۹۹۰      | مرگ‌بازان                            | نلسون                      |                                                                       |
| ۱۹۹۰      | شیکاگو جو و دختر نمایش              | کارل هالتن                 |                                                                       |
| ۱۹۹۰      | شاهزاده فندق‌شکن                     | شاهزاده فندق‌شکن            | صداپیشه                                                               |
| ۱۹۹۰      | فلش‌بک                               | جان باکنر                  |                                                                       |
| ۱۹۹۲      | ماده ۹۹                             | دکتر پیتر مورگان           |                                                                       |
| ۱۹۹۲      | توئین پیکس: با من بر آتش برو        | سم استنلی                  |                                                                       |
| ۱۹۹۲      | چند مرد خوب                         | سرهنگ جاناتان جیمز کندریک  |                                                                       |
| ۱۹۹۳      | آخرین نور                           | دنور بیلیس                 |                                                                       |
| ۱۹۹۳      | سه تفنگدار                          | آتوس                       |                                                                       |
| ۱۹۹۳      | ناپدید شدن                          | جف هریمان                  |                                                                       |
| ۱۹۹۴      | راه گاوچرانی                        | سانی گیلستراپ              |                                                                       |
| ۱۹۹۶      | چشم در برابر چشم                    | رابرت دوب                  |                                                                       |
| ۱۹۹۶      | آزادراه                             | باب ولورتون                |                                                                       |
| ۱۹۹۶      | زمانی برای کشتن                     | فردی لی کوب                | با پدرش دونالد ساترلند در این فیلم بازی کرد                           |
| ۱۹۹۷      | آرمیتاژ سوم: پلی ماتریکس            | راس سیلبوس                 | صداپیشه                                                               |
| ۱۹۹۷      | حقیقت یا عواقب                      | کرتیس فریلی                |                                                                       |
| ۱۹۹۸      | شهر تاریک                           | دکتر دنیل شربر             |                                                                       |
| ۱۹۹۸      | عزیز یک سرباز                       | رت کیلی                    |                                                                       |
| ۱۹۹۸      | تفکیک                               | جان باکس                   |                                                                       |
| ۱۹۹۸      | کنترل زمین                          | جک هریس                    |                                                                       |
| ۱۹۹۹      | بعد از آلیس                         | کارآگاه مایکل هایدن        |                                                                       |
| ۱۹۹۹      | غرق شدن کشتی                        | هیکوری                     | مجموعه تلویزیونی، صداپیشه در ۲ اپیزود از فصل دوم                      |
| ۲۰۰۰      | ضربت                                | ویلیام اس. باروز           |                                                                       |
| ۲۰۰۰      | زن تحت تعقیب                        | وندل گودارد                |                                                                       |
| ۲۰۰۰      | برداشتن قطعات                       | بوبو                       |                                                                       |
| ۲۰۰۰      | وسوسه درست                          | مایکل فارو اسمیت           |                                                                       |
| ۲۰۰۱      | ترقی گاوچران                        | هنک برکستون                |                                                                       |
| ۲۰۰۱      | پایانی برای همهٔ جنگ‌ها               | سرهنگ جیم ریردون           |                                                                       |
| ۲۰۰۱–۲۰۱۰ | ۲۴                                  | جک باور                    | مجموعه تلویزیونی، ۱۹۲ اپیزود                                          |
| ۲۰۰۲      | گرمای مرگ                           | فالی                       |                                                                       |
| ۲۰۰۲      | مقدسین بیابان                       | آرتور بنکس                 |                                                                       |
| ۲۰۰۲      | پشت در قرمز                         | روی                        |                                                                       |
| ۲۰۰۳      | باجه تلفن                           | تماس‌گیرنده                 | انتشار سینمایی به علت حملات تک‌تیراندازها در اکتبر ۲۰۰۲ به تأخیر افتاد |
| ۲۰۰۳      | سرزمین قبل از زمان ایکس             | بران                       |                                                                       |
| ۲۰۰۳      | بهشت پیدا شد                        | پائول گاگین                |                                                                       |
| ۲۰۰۴      | گرفتن زندگی‌ها                       | هارت                       |                                                                       |
| ۲۰۰۴      | ناسکار سه‌بعدی: تجربهٔ IMAX           | راوی                       |                                                                       |
| ۲۰۰۵      | پروازی که جنگید و بازگشت            | راوی                       |                                                                       |
| ۲۰۰۵      | ملکه رود                            | دویل                       |                                                                       |
| ۲۰۰۶      | من به تو اعتماد کردم تا مرا بکشی    | خودش                       |                                                                       |
| ۲۰۰۶      | ۲۴: بازی                            | جک باور                    | بازی ویدئویی، صدا پیشه                                                |
| ۲۰۰۶      | نگهبان                              | دیوید برکینریج             |                                                                       |
| ۲۰۰۶      | دنیای وحش                           | سامسون                     | صداپیشه                                                               |
| ۲۰۰۶–۲۰۰۷ | سیمپسون‌ها                           | سرهنگ، جک باور             | مجموعه تلویزیونی، صداپیشه، ۲ اپیزود                                   |
| ۲۰۰۸      | بورس آمریکا                         | خودش                       | مجموعه تلویزیونی، اپیزود ۱۳:"New Boss"                                |
| ۲۰۰۸      | نیزه اژدها: اژدهای سپیده‌دم‌های پاییز | راستلین ماجره              |                                                                       |
| ۲۰۰۸      | آینه‌ها                              | بن کارسون                  |                                                                       |
| ۲۰۰۸      | ندای وظیفه: جهان در جنگ             | سرهنگ روباک                | بازی ویدئویی، صداپیشه                                                 |
| ۲۰۰۸      | کرنر گاز                            | خودش                       | مجموعه تلویزیونی، در اپیزود:"Final Countdown"                         |
| ۲۰۰۸      | ۲۴: فداکاری                         | جک باور                    | فیلم تلویزیونی                                                        |
| ۲۰۰۹      | هیولاها علیه بیگانگان               | ژنرال مانگر                | صداپیشه                                                               |
| ۲۰۱۰      | دوازده                              | راوی                       |                                                                       |
| ۲۰۱۰      | مارمادوک                            | بوسکو                      | صداپیشه                                                               |
| ۲۰۱۱      | دل‌تنگی                              | جان                        |                                                                       |
| ۲۰۱۱      | اعتراف                              | معترف                      |                                                                       |
| ۲۰۱۱      | تماس                                | مارتین بوهم                |                                                                       |
| ۲۰۱۲      | بنیادگرای ناراضی                    |                            |                                                                       |
| ۲۰۱۴      | پمپئی                               | سناتور                     |                                                                       |
| ۲۰۱۵      | رهاشده                              | John Henry Clayton         |                                                                       |
| ۲۰۱۶      | زولندر ۲                            | Himself                    | Cameo                                                                 |
| ۲۰۱۷      | کیرا کجاست؟                         | Doug                       |                                                                       |
| ۲۰۱۷      | مرگ‌بازان                            | Dr. Barry Wolfson          |                                                                       |
| ۲۰۲۲      | پیمانکار                            | Rusty Jennings             |                                                                       |
| ۲۰۲۳      | آن‌ها تایرون را شبیه‌سازی کردند       | Nixon                      |                                                                       |
| ۲۰۲۳      | محاکمه نظامی شورش کین               | Lieutenant Commander Queeg |                                                                       |
| ۲۰۲۴      | هیئت منصفه شماره ۲                  |                            | Post-production                                                       |
| TBA       | Stone Cold Fox                      |                            | Filming                                                               |

### کارگردانی
| سال  | عنوان فیلم          | توضیحات                    |
| ---- | ------------------- | -------------------------- |
| ۱۹۹۳ | شب گذشته            | فیلم تلویزیونی             |
| ۱۹۹۵ | سقوط فرشتگان        | مجموعه تلویزیونی، ۱ اپیزود |
| ۱۹۹۷ | حقیقت یا عواقب      |                            |
| ۲۰۰۰ | زن تحت تعقیب        |                            |
| ۲۰۰۸ | شکسته               | موزیک ویدئو                |
| ۲۰۰۸ | تفنگ اسباب‌بازی کوچک | موزیک ویدئو                |

## ترانه‌شناسی

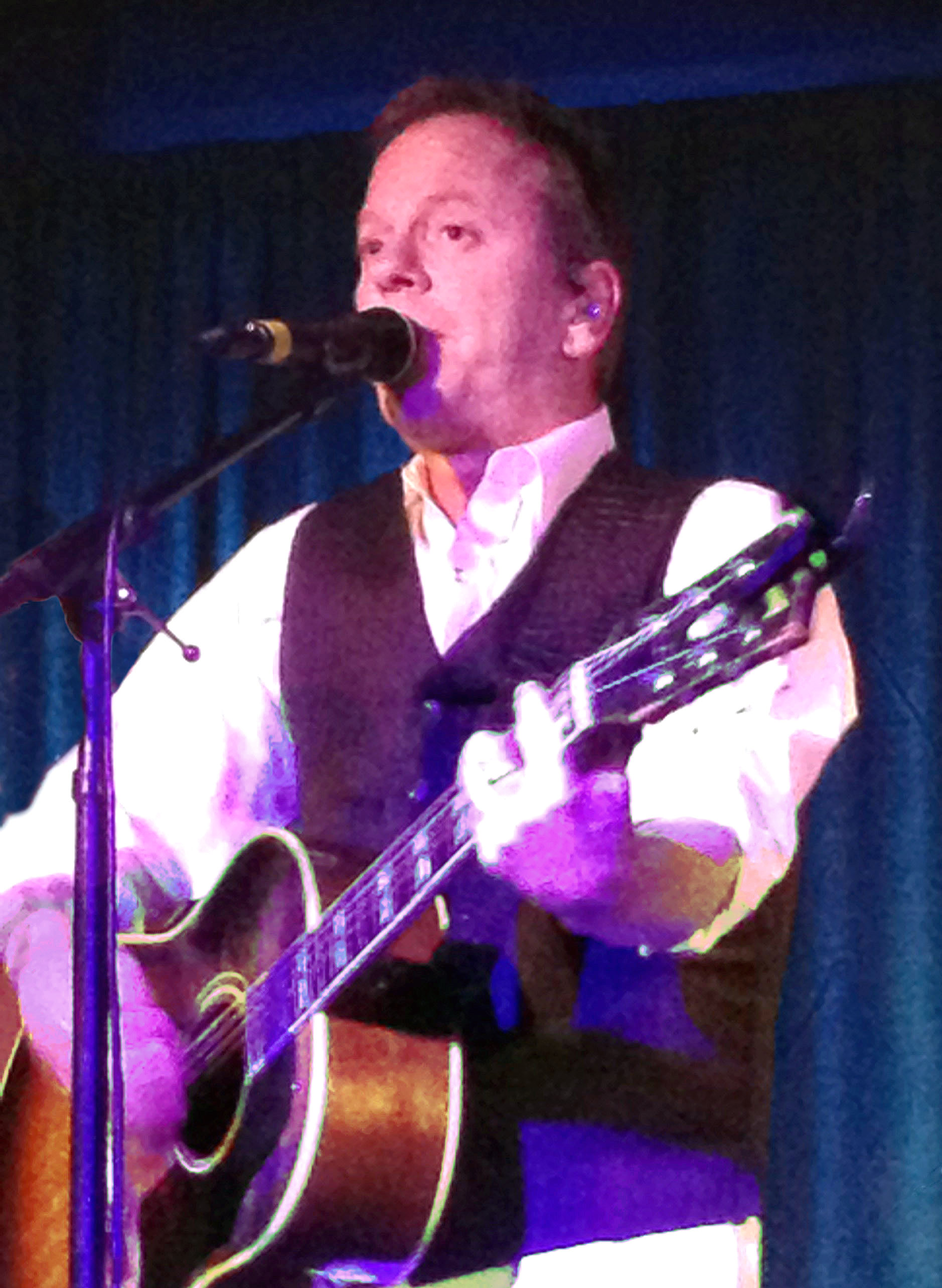
کیفر ساترلند در سال ۲۰۱۶. وی در این سال اولین آلبوم خود را منتشر کرد.

### آلبوم‌ها
| Album                                                    | Details                                                                       | Peak position  | Peak position  | Peak position  | Singles                                                  |
| Album                                                    | Details                                                                       | GER            | UK             | US Country     | Singles                                                  |
| -------------------------------------------------------- | ----------------------------------------------------------------------------- | -------------- | -------------- | -------------- | -------------------------------------------------------- |
| Down in a Hole                                           | - Release date: ۱۹ اوت ۲۰۱۶ - Label: Ironworks / Warner Bros. Nashville       | —              | —              | ۳۵             | "Not Enough Whiskey" "Can't Stay Away"                   |
| Reckless & Me                                            | - Release date: ۲۶ آوریل ۲۰۱۹ - Label: Ironworks / BMG Rights Management GmBH | ۲۸             | ۹              | —              | "Open Road" "This Is How It's Done" "Something You Love" |
| Bloor Street                                             | - Scheduled: 21 January 2022 - Label: Cooking Vinyl                           | To be released | To be released | To be released | "Bloor Street"                                           |
| "—" denotes album that did not chart or was not released |                                                                               |                |                |                |                                                          |

### موزیک ویدیوها
| Year | Song                    | Director                        |
| ---- | ----------------------- | ------------------------------- |
| ۲۰۱۶ | "Not Enough Whiskey"    | Kiefer Sutherland / Frank Borin |
| ۲۰۱۶ | "Can't Stay Away"       | Cal Aurand                      |
| ۲۰۱۷ | "I'll Do Anything"      |                                 |
| ۲۰۱۷ | "Shirley Jean"          |                                 |
| ۲۰۱۹ | "This Is How It's Done" |                                 |
| ۲۰۱۹ | "Something You Love"    |                                 |
| ۲۰۱۹ | "Open Road"             |                                 |

## جوایز و افتخارات
- ۲۰۰۲: نامزد جایزه بهترین بازیگر نقش اول مرد سریال‌های درام - ۲۴
- ۲۰۰۳: نامزد جایزه بهترین بازیگر نقش اول مرد سریال‌های درام - ۲۴
- ۲۰۰۳: نامزد جایزه بهترین سریال درام - ۲۴
- ۲۰۰۴: نامزد جایزه بهترین بازیگر نقش اول مرد سریال‌های درام - ۲۴
- ۲۰۰۴: نامزد جایزه بهترین سریال درام - ۲۴
- ۲۰۰۵: نامزد جایزه بهترین بازیگر نقش اول مرد سریال‌های درام - ۲۴
- ۲۰۰۵: نامزد جایزه بهترین سریال درام - ۲۴
- ۲۰۰۶: برنده جایزه بهترین بازیگر نقش اول مرد سریال‌های درام - ۲۴
- ۲۰۰۶: برنده جایزه بهترین سریال درام - ۲۴
- ۲۰۰۷: نامزد جایزه بهترین بازیگر نقش اول مرد سریال‌های درام - ۲۴
- ۲۰۰۹: نامزد دریافت جایزه بهترین بازیگر نقش اول فیلم‌های تلویزیونی یا مینی‌سریال‌ها - ۲۴: فداکاری

جایزه گولدن گلوب
- ۲۰۰۲: برنده جایزه برجسته‌ترین بازیگر نقش اول سریال‌های درام - ۲۴
- ۲۰۰۳: نامزد دریافت جایزه برجسته‌ترین بازیگر نقش اول سریال‌های درام - ۲۴
- ۲۰۰۴: نامزد دریافت جایزه برجسته‌ترین بازیگر نقش اول سریال‌های درام - ۲۴
- ۲۰۰۶: نامزد دریافت جایزه برجسته‌ترین بازیگر نقش اول سریال‌های درام - ۲۴
- ۲۰۰۷: نامزد دریافت جایزه بهترین بازیگر سریال‌های درام - ۲۴
- ۲۰۰۹: نامزد دریافت جایزه برجسته‌ترین بازیگر فیلم‌های تلویزیونی - ۲۴: فداکاری

جوایز جنی
- ۱۹۸۵: نامزد دریافت جایزه بهترین بازیگر نقش اول مرد - پسر خلیج

جوایز برگزیده مردم
- ۲۰۰۶: نامزد دریافت جایزه محبوب‌ترین بازیگر تلویزیونی مرد - ۲۴
- ۲۰۰۸: نامزد دریافت جایزه محبوب‌ترین بازیگر تلویزیونی مرد - ۲۴

جوایز MTV
- ۱۹۹۷: نامزد دریافت جایزه بهترین تبه‌کار - زمانی برای کشتن
- ۲۰۰۴: نامزد دریافت جایزه بهترین تبه‌کار - باجه تلفن

جوایز ماهواره‌ای
- ۲۰۰۲: برنده جایزه بهترین بازیگر در سریال‌های درام - ۲۴
- ۲۰۰۳: برنده جایزه بهترین بازیگر در سریال‌های درام - ۲۴

## توضیحات
1. ↑  راچل ساترلند، خواهر کیفر است که به کار تهیه‌کنندگی مشغول است